# Walter Flanigan

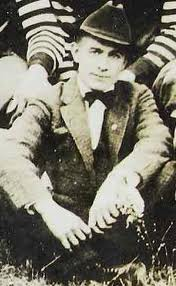
Walter Harrison Flanigan, 1923

Walter Harrison Flanigan (* 17. Mai 1890 in Beardstown, Illinois; † 17. Juni 1962 in Rock Island, Illinois) war ein US-amerikanischer Polizist, American-Football-Spieler und -Trainer. Flanigan war einer der Gründer der American Professional Football Association (APFA), der heutigen National Football League (NFL).

## Lebenslauf
Walter Flanigan war Polizist der Polizei von Rock Island. 1912 schloss er sich einer lokalen Footballmannschaft, den Rock Island Independents an. Er spielte für die Mannschaft als Wide Receiver und Defensive End. Im Jahr 1915 erwarb er die Mannschaft und fungierte fortan auch als Manager und Trainer des Teams. Er baute die Mannschaft in den nächsten Jahren zu einem professionellen Footballteam aus. Im Jahr 1919 konnte sein Team neun von elf Spielen gewinnen. Flanigan forderte daraufhin die Canton Bulldogs, die in der „Ohio League“ die Meisterschaft gewonnen hatten, zu einem Vergleichsspiel auf und bot dem Team eine Antrittsprämie von 5000 US-Dollar. Jim Thorpe, der in diesem Jahr Trainer der Mannschaft war, nahm das Angebot nicht an. Die Bulldogs hatten ihre Spielrunde bereits beendet und der Mannschaft standen nicht mehr alle Spieler zur Verfügung. Thorpe befürchtete zudem, dass Flanigan nicht über die erforderlichen Mittel verfügte, um die Antrittsprämie auch bezahlen zu können. Die Independents erklärten sich daraufhin zum US-amerikanischen Footballmeister.
Im August 1920 wurde in Canton die American Professional Football Association (APFA) ins Leben gerufen. Flanigan war ein Mitbegründer der Liga, die im Jahr 1922 in National Football League (NFL) umbenannt wurde. Sein Team trug am 3. Oktober 1920 das erste jemals gespielte NFL-Spiel gegen die Muncie Flyers aus. Flanigan gelang in den nächsten Jahren die Verpflichtung namhafter Spieler. So konnte er die späteren Mitglieder in der Pro Football Hall of Fame Joe Guyon und Ed Healey und den späteren All-Pro-Spieler Tillie Voss an das Team binden. Der Gewinn eines Meistertitels gelang ihm jedoch nicht.
Vor der Saison 1923 verkaufte Flanigan seine Mannschaft und zog sich aus dem Footballsport zurück. Er arbeitete danach in der Ölindustrie.